# Канада на летних Олимпийских играх 1952
Канада принимала участие в Летних Олимпийских играх 1952 года в Хельсинки (Финляндия) в одиннадцатый раз за свою историю, и завоевала две серебряные, одну золотую медали. Сборную страны представляли 10 женщин.

## Золото
- Стрельба, мужчины — Джордж Женеро.

## Серебро
- Каноэ, мужчины — Кеннет Лейн и Дональд Ховгуд.
- Тяжёлая атлетика, мужчины — Джерард Граттон.